# Béni Saf
Béni Saf (in caratteri arabi: بني صاف) è una città dell'Algeria, capoluogo dell'omonimo distretto, nella provincia di ʿAyn Temūshent.
Erano di Béni Saf il poeta e drammaturgo Jean Sénac e il calciatore Joseph Gonzales.